# بهادر امینیان جزی
بهادر امینیان جزی دیپلمات ایرانی و سفیر جمهوری اسلامی ایران در کشور افغانستان و رومانی بوده‌است.

## سوابق اجرایی
- سفیر و نماینده تام الاختیار جمهوری اسلامی ایران در کابل (۱۴۰۱-۱۳۹۸)[۱]؛
- مشاور وزیر امور خارجه (۱۳۹۸-۱۳۹۷)؛
- مدیرکل آموزش وزارت امور خارجه (۱۳۹۷-۱۳۹۳)؛
- سفیر جمهوری اسلامی ایران در رومانی (۱۳۹۳-۱۳۸۹)؛
- رییس دانشکده روابط بین‌الملل وزارت امور خارجه (۱۳۸۹-۱۳۸۶)؛
- رییس گروه استراتژی و مطالعات پایه دفتر مطالعات سیاسی و بین‌المللی وزارت امور خارجه (۱۳۸۶-۱۳۸۵)؛

## فعالیت های علمی ـ دانشگاهی
- عضو هیئت علمی با رتبه دانشیار رشته روابط بین‌الملل (۱۳۷۰ تاکنون)؛
- رئیس دانشکده روابط بین‌الملل وزارت امور خارجه؛
- عضو هیئت علمی دانشکده روابط بین‌الملل وزارت امور خارجه؛
- انتشار کتاب مسائل نظامی و استراتژیک معاصر؛
- انتشار کتاب دیپلماسی اجبار آمیز؛